# El prat de Bezhin
El prat de Bezhin (rus: Бежин луг, Bejin lug) és una pel·lícula soviètica de 1937, dirigida per Serguéi Eisenstein i famosa per haver estat suprimida i presumptament destruïda abans de la seva culminació.
Relata la història d'un jove agricultor que tracta d'oposar-se al seu propi pare, qui té la intenció de trair al govern soviètic, per raons polítiques, sabotejant la collita anual. La pel·lícula destaca els esforços del jove per detenir al seu propi pare per protegir a l'Estat soviètic i culmina amb l'assassinat del noi i un disturbi. La pel·lícula pren el títol d'una novel·la curta d'Iván Turguénev, però està basada en la vida de Pávlik Morózov, un noi rus que es va convertir en màrtir polític després de la seva mort el 1932, després d'haver denunciat al seu pare a les autoritats soviètiques i ser executat, posteriorment, a mans de la seva família. Pávlik Morózov va ser immortalitzat en programes escolars, poesia, música i en aquesta pel·lícula.
Encarregada per un grup juvenil comunista, la producció de la pel·lícula va transcórrer entre 1935 i 1937, fins que va ser aturada pel Govern central soviètic, que va adduir que contenia falles artístiques, socials i polítiques; no obstant això, alguns van prendre com a exemple aquesta pel·lícula per criticar la ingerència del govern al cinema, estenent aquesta crítica fins al mateix Ióssif Stalin. Arran del fracàs de la seva pel·lícula, Eisenstein va declarar públicament que el seu treball havia estat un error. Diverses persones van ser arrestades durant i després del subsegüent desastre.
Durant molt temps, es va creure que la pel·lícula s'havia perdut durant els bombardejos de la Segona Guerra Mundial; no obstant això, en els anys 1960, es van trobar talls i còpies parcials de la pel·lícula. A partir d'ells, es va emprendre una recreació d'El prat de Bezhin sobre la base del guió original. Rica en simbolisme religiós, la pel·lícula i la seva història es van convertir en un objecte d'estudi. La pel·lícula ha estat extensament discutida tant a l'interior com a l'exterior de la indústria cinematogràfica a causa de la seva naturalesa històrica, les estranyes circumstàncies de la seva producció i fracàs i per la bellesa de les seves imatges, considerades com unes de les més grandioses al cinema. Malgrat el fracàs de la pel·lícula, Eisenstein va continuar la seva carrera: va guanyar l'aclamació i premis soviètics i es va convertir en director artístic del gran estudi Mosfilm.

## Relat original de Turguénev i Pávlik Morózov
La pel·lícula es basa en part en una novel·la curta d'Iván Turguénev, el novel·lista rus del segle xix, però va ser adaptada per incorporar la història folklòrica de Pávlik Morózov, un supòsit pioner glorificat per la propaganda soviètica com un màrtir. La història fictícia original de Turguénev titulada El prat de Bezhin o Bezhin Lug tractava sobre uns joves camperols en els anys 1850, a la regió de l'Oriol que discutien sobre els signes sobrenaturals de la mort, mentre passaven la nit en el prat de Bezhin amb un caçador perdut. Posteriorment, Eisenstein remouria qualsevol referència directa a la ficció de Turguénev, fora del títol de la pel·lícula. El relat forma part d'una col·lecció de contes o novel·les curtes recopilats a Memòries d'un caçador.

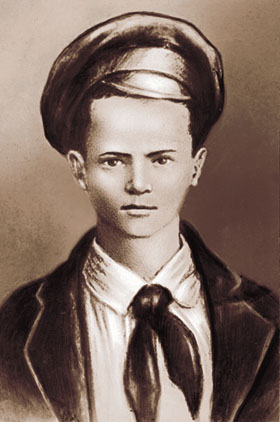
Pávlik Morózov, 1932.

La vida i mort de Morózov en el llogaret de Gerásimovka en els Urals no té connexió amb l'obra literària de Turguénev. Morózov era un noi de 13 anys d'edat que va denunciar al seu pare, un kulak, a les autoritats soviètiques i, com a resultat, va ser assassinat per la seva família. Era una moralitat soviètica: oposar-se a l'Estat era egoista i reaccionari i l'Estat era més important que la família. El relat més popular de la història de Morózov és com segueix: nascut de camperols pobres en Gerásimovka, un petit llogaret a 350 quilòmetres al nord-est de Sverdlovsk, Morózov era un comunista dedicat que liderava als joves pioners a la seva escola i recolzava la col·lectivització de granges decretada per Stalin. En 1932, a l'edat de 13 anys, Pávlik va denunciar al seu pare, Trofim Morózov, a la policia política (OGPU). El pare de Pávlik, president del soviet del poble o selsoviet, va ser acusat d'haver estat falsificant documents i venent-los als bandits i enemics de l'Estat soviètic. El major dels Morózov, Trofim, va ser sentenciat a deu anys en un gulag i, més tard, va ser executat; no obstant això, la família de Pávlik no aprovava les accions del noi. El 3 de setembre d'aquest any, el seu oncle, avi, àvia i un cosí el van assassinar, al costat del seu germà menor. Tots ells, excepte l'oncle, van ser detinguts per la OGPU, convictes i sentenciats a "la major mesura de defensa social": la pena de mort per un escamot d'afusellament.
La història de Pávlik Morózov va ser desenvolupada en lectures obligatòries per a nens, cançons, peces teatrals, un poema simfònic, una òpera completa i sis biografies. Existeix molt poca evidència original relativa a la història; la major part es compon d'especulacions proveïdes per testimonis de sentides. En El prat de Bezhin, el noi és anomenat Stepok, partint de la informació i tradició històrica original. Entre les ironies de la història d'El prat de Bezhin es troba que Pávlik Morózov no hauria estat un membre dels joves pioners. Morózov ha estat considerat un noi pertorbat que no era conscient de les conseqüències del que estava fent i va lliurar al seu pare a les autoritats per haver abandonat a la seva mare per una dona més jove, més que per raons polítiques.

## Producció
Herbert Marshall va afirmar que, per 1931, la interferència governamental en el treball artístic soviètic ja estava ben establerta en diverses formes: per part d'alguns artistes, guiats des del poder; des dels «diferents cercles competents per jutjar-ho»; i, finalment, pel Partit Comunista i el propi Stalin. Tot això, va portar al fracàs de la producció d'El prat de Bezhin.

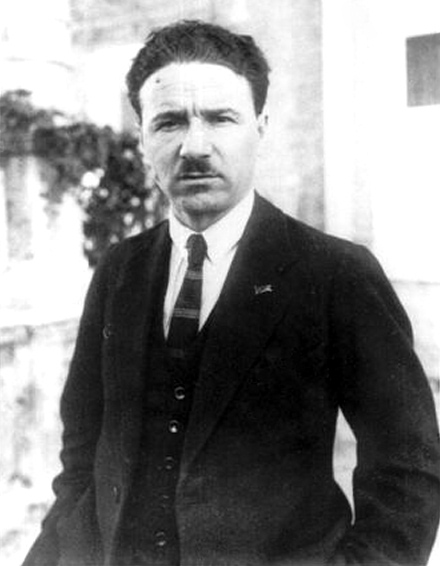
Borís Shumyatsky, 1924.

Abans que la producció de la pel·lícula comencés, el guió de Aleksandr Rzheshevski va ser ben rebut per Eisenstein, però van existir preocupacions inicials sobre la qualitat de l'argument i la caracterització involucrada. La comissió per a la producció va ser emesa per la Lliga Juvenil Comunista o Komsomol en honor dels seus esforços en suport del treball en les granges col·lectives i s'havia de centrar en «la reconstrucció socialista del camp». La filmació va començar a mitjans de 1935 i a l'octubre d'aquest any la primera versió de la pel·lícula va ser presentada a l'estudi cinematogràfic Mosfilm, que estava produint El prat de Bezhin. L'estudi va sol·licitar canvis i la producció va continuar. A l'agost de 1936, amb la major part de la filmació acabada, Borís Shumyatsky, el llavors cap del GUK soviètic (Direcció general del Cinema) va ordenar un alt en la producció i que la pel·lícula fos reescrita. El guió va ser novament revisat i Eisenstein va reconèixer els errors en la seva producció després que una versió posterior fos rebutjada per l'estudi. Durant la creació d'El prat de Bezhin, Eisenstein no va sotmetre el metratge de la pel·lícula a una revisió exhaustiva.
La producció de la pel·lícula sense estrenar va costar 2 milions de rubles i es va estendre per un període de dos anys. Quan es van assignar papers en la producció, Eisenstein va preferir no usar actors professionals, sinó a persones que representaven "tipus" per actuar en un paper determinat. Dos mil nens van participar en l'audició durant la cerca del jove actor ideal per a la part de Stepok, el personatge reanomenat de Pávlik. La filmació va tenir lloc en moltes locacions, principalment en estudis de Moscou i locacions remotes a Ucraïna i el Caucas. Durant la producció, Eisenstein va tenir la previsió de guardar els quadres no editats de cada presa en la pel·lícula, la qual cosa va permetre una posterior reconstrucció d'El prat de Bezhin en els anys 1960, fins i tot quan les còpies originals van ser destruïdes.
El Comitè Executiu Central del Partit Comunista exigia que El prat de Bezhin fos presentat i aprovat abans del seu llançament. Múltiples versions de la pel·lícula van ser prohibides pel Comitè que les va citar com «no artístiques i arruïnades políticament» i va afirmar que Eisenstein «va confondre la lluita de classes amb la lluita entre el bé i el mal». Per una ordre de la Direcció general del Cinema soviètic, la producció de la pel·lícula va ser aturada de forma permanent el 17 de març de 1937. Shumyatsky es va queixar que Eisenstein havia presentat els conflictes de la pel·lícula en termes gairebé bíblics, més que situar els conflictes en el context de la lluita de classes socialista. El propi Eisenstein diria més tard que l'assassinat de Stepok pel seu pare era una «reminiscència del sacrifici d'Abraham d'Isaac».
Després de l'última refutació de la pel·lícula, Shumyatsky va assumir la responsabilitat pel fracàs en els mitjans soviètics a través d'un assaig que detallava la història de la pel·lícula que va ser publicat en Pravda. Segons Shumyatsky, El prat de Bezhin va ser una difamació contra el camp soviètic i un exemple del formalisme que necessitava ser eliminat. Shumyatsky va agregar que «[Eisenstein estava] produint El prat de Bezhin sol perquè li oferia una oportunitat per permetre's exercicis formalistes. En lloc de crear una obra forta, clara i directa, Eisenstein va separar el seu treball de la realitat, dels colors i heroisme de la realitat. Conscientment, va reduir el contingut ideològic de l'obra». Shumyatsky perdria el seu càrrec governamental dos anys més tard quan va ser acusat de ser un espia britànic, arrestat i afusellat. Una de les raons que Shumyatsky va donar per posar fi a la producció d'El prat de Bezhin va ser que Eisenstein estava malgastant diners i recursos a produir-la; al revés, abans de la seva execució, el propi Shumyatsky va ser acusat de malgastar diners i recursos en cancel·lar pel·lícules tals com El prat de Bezhin. També es va dir que la supressió d'El prat de Bezhin va ser part d'una campanya en curs contra l'avantguardisme a la Rússia de Stalin.
Després de l'ordre de detenir la producció de la pel·lícula per part del govern soviètic i Shumyatsky, Eisenstein va contreure verola, seguida de grip, i la pel·lícula semblava destinada a romandre inacabada. Va treballar sobre la història amb l'autor soviètic Isaak Bábel, però mai es va publicar cap material de la seva col·laboració i la producció d'El prat de Bezhin va arribar a la seva fi. Els rotllos fílmics inacabats i sense estrenar van ser destruïts durant un bombardeig de la Segona Guerra Mundial el 1941. En una resposta a Shumyatsky titulada "Els errors d'El prat de Bezhin" i publicada més tard, Eisenstein va prometre que s'anava a «desembarassar dels últims trets anarquistes d'individualisme en el meu punt de vista i mètode creatiu». Finalment, Eisenstein es va qüestionar «què va causar que la catàstrofe superés el treball al que havia estat dedicat durant dos anys? i quin va ser el punt de vista errat que, malgrat l'honestedat de sentiments i devoció al treball, va portar a la producció a una perversió de la realitat, convertint-la en políticament insubstancial i conseqüentment no artística?»

## Resum de la pel·lícula
A causa del fet que El prat de Bezhin va ser repetidament editada, refilmada i modificada per satisfer a les autoritats soviètiques, es van crear diverses versions de la pel·lícula.
La versió més original i millor coneguda se centra en Stepok, un jove en un poble de granges col·lectives, membre de l'organització local de Joves Pioners Comunistes, com altres joves de la localitat. El seu pare, Samojin, era un agricultor que planejava sabotejar la collita del poble per motius polítics mitjançant la crema de la prada principal, però Stepok organitza als altres Joves Pioners per vigilar els cultius. Samojin es torna cada vegada més frustrat per les accions i l'èxit del seu fill. Finalment, Stepok delata els crims de Samojin a les autoritats governamentals soviètiques i és, al seu torn, és assassinat pel seu propi pare per trair a la seva família. Els altres Joves Pioners irrompen a l'església local, cantant i profanant-la en resposta a la mort de Stepok. Les imatges de la pel·lícula canvien durant la destrucció de l'església, amb els habitants del poble transformats en el que estaven destruint; per al final de la presa en conjunt, els vilatans enutjats apareixen com a figures angelicals i profètiques, similars a Crist.
Una posterior reedició de la pel·lícula comença amb imatges dels horts i el cel blau que mostren un obelisc de pedra amb el nom de Turguénev en ell. Posteriorment, es revela que la mare de Stepok ha estat colpejada fins a la mort pel seu pare. En una cabanya fosca, Samojin es queixa que el seu fill té una major lleialtat al soviet que a la seva pròpia família, mentre Stepok entra des de la lluminositat del dia en l'exterior. El seu pare cita la Bíblia: «Si el fill traeix al seu pare, mateu-lo com un gos!». Samojin és arrestat per incendi premeditat i Stepok se'n va amb un funcionari comunista. Els còmplices de Samojin es refugien a l'església local i són ràpidament detinguts i gairebé linxats, però són salvats de la ira dels vilatans per Stepok. Els vilatans transformen l'església en la seu d'un club, ridiculitzant de manera simbòlica a la religió o al clergat.
En algunes versions, la destrucció de l'església va ser reemplaçada amb una escena de vilatans lluitant contra el foc ocasionat pels boicotejadors. En la pel·lícula, el foc va ser iniciat quan els incendiaris van llançar gira-sols secs i van encendre mistos a l'àrea d'emmagatzematge de combustible de la comunitat. En algunes preses, Stepok escolta per casualitat el pla del seu pare i s'escapoleix en la nit per denunciar-ho; en unes altres, la funcionària del Partit Comunista local alleta a la petita germana de Stepok; en altres, el pare de Stepok diu després de disparar contra el seu fill: «Ells et van allunyar de mi, però jo no et lliuraré a ells. No lliuro a la meva pròpia carn i sang». Després de la mort de Stepok, la mateixa funcionària comunista, abans esmentada, se l'emporta i es reuneix amb altres nens en una marxa funerària que es diu evolucionarà en una marxa victoriosa.
La pel·lícula, com sostenen Shumyatsky i Eisenstein, és rica en iconografia religiosa i la lluita simbòlica entre el bé i el mal. A més, Birgit Beumers escriu,
 
CITA
En diverses versions no publicades, El prat de Bezhin va ser «Dedicat a la brillant memòria de Pávlik Morózov, un petit heroi del nostre temps».

## Reaccions i llegat
El prat de Bezhin de Eisenstein ha tingut un ampli llegat de respostes i crítiques des de la seva producció original. Arran de les declaracions de Shumyatsky en Pravda que van disminuir la reputació de Eisenstein en la Unió Soviètica al punt més baix de la seva carrera, altres aviat les van sospesar.
Algunes de les crítiques de la pel·lícula es van centrar que era massa abstracta o formalista, fent ressò de les opinions de Shumyatsky. Ilyá Vaisfeld va qualificar la pel·lícula i els mètodes de Eisenstein com «profundament hostils al socialisme» i va criticar a Eisenstein per presentar als enemics sota una llum possiblement favorable. Segons Nikolái Otten, el fracàs de Eisenstein es va deure al fet que va filmar un escenari emocional, pensant que ho alliberaria del control de l'estudi. Borís Babitsky, director de l'estudi Mosfilm, que va produir la pel·lícula, va assumir la responsabilitat del fracàs de la producció i per no controlar el treball de Eisenstein o detenir la filmació abans; posteriorment, Babitsky va ser arrestat per això. Iván Pýriev va sentir que Eisenstein no volia ser una «persona soviètica», usant això com una raó per al fracàs de la pel·lícula. David Maryan, un altre director de cinema, va culpar a Eisenstein per menysprear als altres, no complaent-li els assoliments dels altres i per ser un solitari. La condició política de Eisenstein va ser atacada també a causa de la pel·lícula. G. Zeldóvich, de la Direcció general del Cinema, va qüestionar si Eisenstein havia de tenir llibertat per treballar amb estudiants de cinema a causa de la seva falta de fiabilitat política.
No tots els comentaris i anàlisis del prat de Bezhin van ser obertament negatius. En els anys posteriors a la detenció de la producció de la pel·lícula, organitzacions i estudis de cinema a les principals ciutats russes, incloent a Moscou, Leningrad i Kíev, van dur a terme seminaris per examinar les lliçons de la pel·lícula, amb algunes de les sessions de diversos dies de durada. Un antic alumne de Eisenstein, Piotr Pavlenko, va defensar el treball de Eisenstein posterior a la pel·lícula. Grigori Aleksándrov, un cineasta que havia treballat prèviament amb Eisenstein, va ser denunciat per «elevar-se per sobre de la comunitat» a causa que no va denunciar al seu soci. Esfir Shub va suggerir que com Eisenstein no va estar present en la Unió Soviètica durant el Primer Pla Quinquennal, no era capaç de presentar correctament lliçons polítiques modernes. L'escena en El prat de Bezhin on els vilatans profanen l'església del poble en resposta per la mort de Stepok, que va ser remoguda en versions posteriors de la pel·lícula, ha estat anomenada «una de les millors escenes al cinema» i una posterior demostració de la imatgeria bíblica representada en la pel·lícula. Entre tals imatges de la seqüència de la profanació es troba una d'una nena en un mirall, emmarcada com la Mare de Déu, i una estàtua d'un Crist crucificat sostingut com si es tractés d'una pietà. Ivor Montagu va comparar la lluita de Eiseinstein per la pel·lícula amb el conflicte de Galileu amb la Inquisició. Malgrat les dures crítiques que va enfrontar, el Politburó va permetre que Eisenstein continués la seva carrera. Així, Eisenstein va crear la pel·lícula Aleksandr Nevski en 1938.
En els anys 1960, es va saber que l'esposa d'Eisenstein, Pera Attásheva, havia guardat entroncaments de la pel·lícula del muntatge que va ser usat per El prat de Bezhin. A partir de 1964, va ser creada una reconstrucció de la pel·lícula i fixada a una partitura musical de Serguéi Prokófiev pel director de cinema rus Serguéi Iutkévitx amb ajuda de l'acadèmic Naum Kleiman, especialitzat en el treball de Eisenstein. La pel·lícula va ser editada d'acord al guió original per preservar la continuïtat del tall original; també es van crear nous intertítols del guió i es va afegir una introducció parlada. Actualment, la pel·lícula existeix com un diaporama de cinema mut de 35 minuts. En 1988, la filmació d'El prat de Bezhin va ser el centre d'una retrospectiva a l'Escola d'Arts Tish a la ciutat de Nova York. Titulada Jay Leyda: A Life's Work, es va enfocar en Leyda, un professor de l'escola i l'únic nord-americà que havia estudiat amb Eisenstein en l'Institut Nacional de Cinematografia de Moscou; Leyda havia estat un aprenent de director i fotògraf en el plató. De les pel·lícules soviètiques dels anys 1920 i 1930, El prat de Bezhin és la més citada en treballs acadèmics relacionats amb la cinematografia.
Si bé, la producció d'El prat de Bezhin mai va ser completada i mai va ser distribuïda una versió completa, la pel·lícula va ser posteriorment considerada una celebració de les motivacions polítiques i informants soviètics. Malgrat els problemes que va enfrontar El prat de Bezhin, Eisenstein rebria el Premi Stalin en 1939 a causa de l'immens èxit de Aleksandr Nevski. En 1941, es va convertir en el director artístic dels estudis Mosfilm.